# Hardtack Teak
HARDTACK-Teak — внеатмосферное высотное испытание ядерного оружия, проведённое во время операции «Кинохроника». Заряд был запущен с атолла Джонстон на ракете Редстоун. 1 августа 1958 г. заряд мощностью 3,88 Мт был взорван на высоте 76,8 км.
Наряду с HARDTACK-Orange это был один из двух крупнейших высотных ядерных взрывов.

## Планирование
Взрыв мощностью 3,8 мегатонны должен был произойти на высоте 250 000 футов (76 000 м) над уровнем моря над точкой примерно 6 mi (9,7 км) к югу от острова Джонстон. Однако из-за программного сбоя он взорвался прямо над островом на нужной высоте, что сделало остров фактическим эпицентром. Это привело к взрыву на 2000 футов (610 м) ближе к командам управления и анализа стартовой площадки, чем предполагалось.

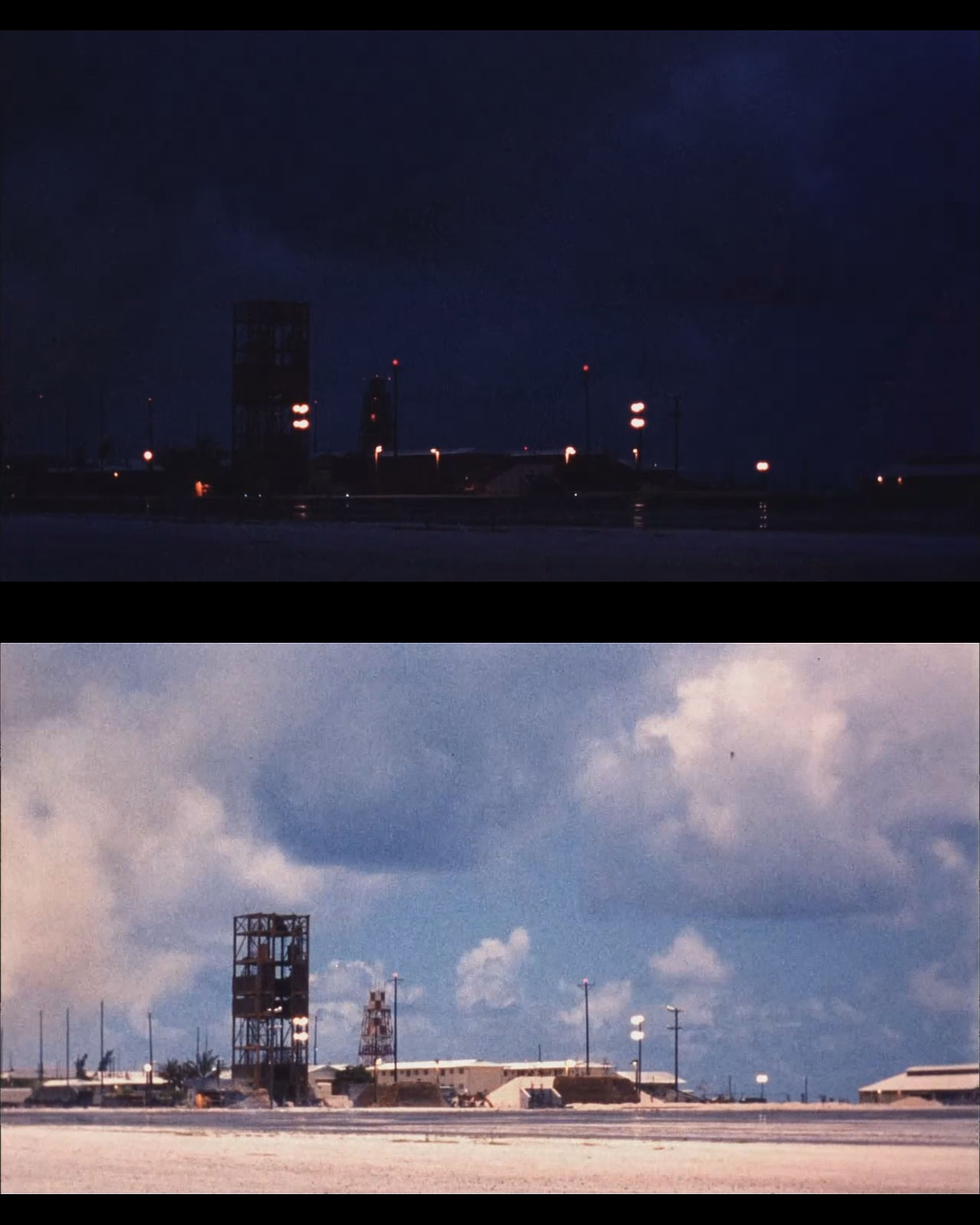
Вверху: объект на острове Джонстон до взрыва.
Внизу: объект сразу после взрыва на высоте 76.8 km.

Испытание изначально планировалось провести на атолле Бикини, но Льюис Штраус, председатель Комиссии по атомной энергии США, выступил против испытания из-за опасений, что вспышка от ночного взрыва может ослепить островитян, живущих на близлежащих атоллах. В конце концов он согласился одобрить высотное испытание при условии, что точка запуска будет перенесена с атолла Бикини на более удалённую площадку на острове Джонстон.
Согласно отчёту Агентства по ядерной обороне США (DNA6038F) об операции Hardtack I:

Остров Джонстон был удачно расположен для высотных испытаний из-за своей изоляции, ближайший населённый остров находился на расстоянии 866 км. С другой стороны, операции там должны были учитывать маршруты самолётов и кораблей с Гавайев в Азию, а также опасность близкого запуска ракет в ограниченном пространстве и запуск ракет над акваторией, используемой для якорной стоянки кораблей.

Основной опасностью была слепота от вспышки и/или ожидаемый ожог сетчатки в результате запланированного взрыва. По расчётам, эта опасность распространяется на расстояние до 435 статутных миль на поверхности...

## Последствия

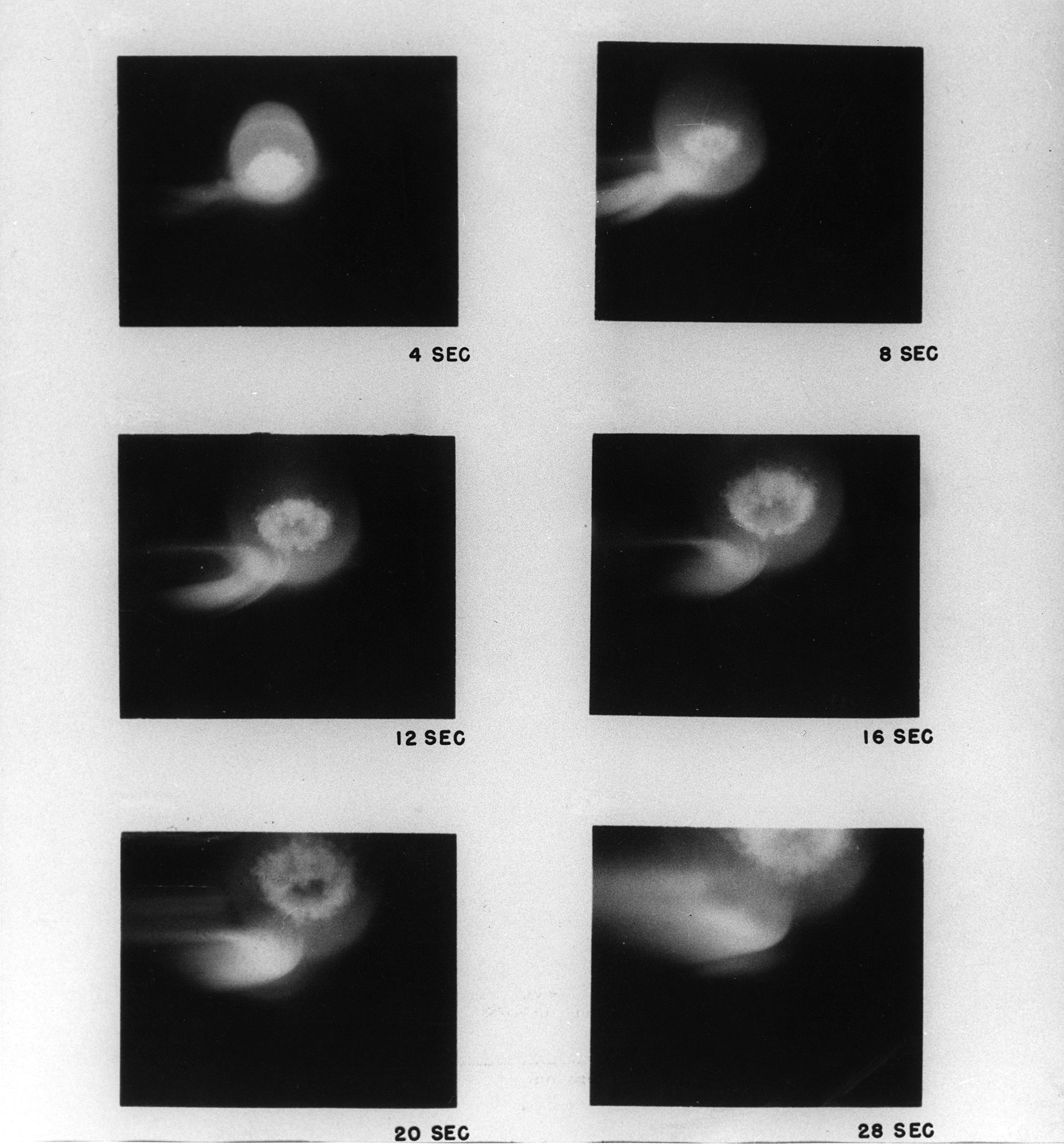
Поздние фазы огненного шара TEAK и формирование Северной ветви Авроры, если смотреть с самолёта, летевшего к северо-западу от места взрыва.

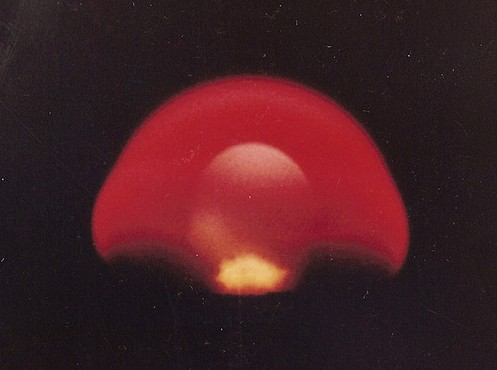
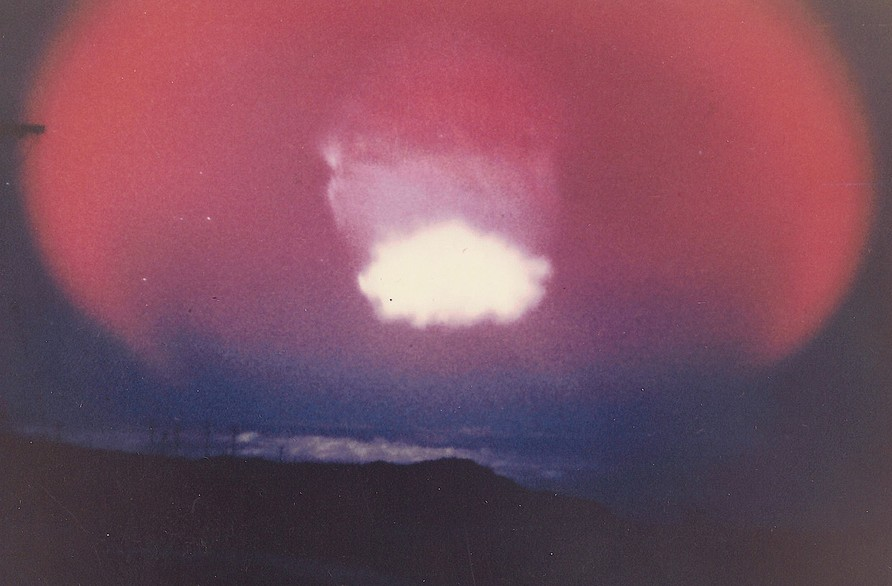

При взрыве боеголовки на высоте 76,8 км прямо над островом Джонстон, вспышка фактически превратила ночь в день, как показано на фотографии «После» справа. Первоначальное свечение исчезло в течение примерно 30 секунд. Выход теплового излучения взрыва был таким, что наблюдатели были вынуждены укрываться в «тени» в течение первых нескольких мгновений, как это видно на видеозаписи испытания.
Teak вызвал нарушение связи на обширной территории в Тихоокеанском бассейне. Это произошло из-за инжекции в ионосферу большого количества осколков деления. Они препятствовали нормальному ионосферному отражению высокочастотных (ВЧ) радиоволн обратно к Земле, что нарушало большую часть дальней КВ- радиосвязи. Ядерный взрыв был произведён в 10:50 UTC 1 августа 1958 года (23:50 31 июля 1958 г. по местному времени острова Джонстон).
Согласно книге «Ядерное агентство обороны 1947—1997» - когда произошла детонация Teak:
Обсерватория Апиа в Западном Самоа примерно в 2000 милях к югу описала «… сильное магнитное возмущение», которое предвещало «… самое яркое проявление Aurora Australis [Южного сияния], когда-либо виденное на Самоа». Возникшая в результате постоянная ионизация атмосферы с низкой плотностью прервала высокочастотную радиосвязь с Новой Зеландией на шесть часов.
На Гавайях, где об испытаниях не было объявлено, огненный шар TEAK изменил цвет со светло-жёлтого на тёмно-жёлтый, а затем на оранжевый и красный… Красное свечение оставалось отчётливо видимым в юго-западной части неба в течение получаса. В Гонолулу на несколько часов было прервано военное и гражданское воздушное сообщение. Адмирал Паркер в офисе проекта специального оружия для вооружённых сил AFSWP в Пентагоне забеспокоился о персонале на острове Джонстон, поскольку час за часом не было ни слова об испытании. Наконец, примерно через восемь часов после того, как произошёл TEAK, Элвин Людеке, командующий Объединённой оперативной группой 7 и вскоре ставший генеральным директором AEC, сообщил, что всё в порядке. Отключение связи беспокоило и других. Позже AFSWP узнал, что одним из первых радиосообщений, полученных на острове Джонстон после восстановления связи, было: «Вы ещё там?»
Согласно странице 269 отчёта Агентства по ядерной обороне об операции Hardtack:
Взрыв распространил слой осколков деления в верхних слоях атмосферы и нарушил способность обычно ионизированных слоёв верхних слоёв атмосферы отклонять радиоволны обратно на Землю, тем самым перерезав многие транстихоокеанские высокочастотные каналы связи. Это отключение длилось 9 часов в Австралии и не менее 2 часов на Гавайях. Телефонная служба Гонолулу явно не пострадала; в ту ночь полиция Гонолулу зарегистрировала более 1000 дополнительных звонков, когда испуганные жители просили предоставить информацию о том, что они видели.
Согласно отчётам гражданских наблюдателей, содержащимся в официальном отчёте Агентства по ядерной обороне США об операции Hardtack I:
Житель Гонолулу описал взрыв в статье на первой странице газеты Honolulu Star-Bulletin от 1 августа:
Я вышел на веранду и увидел то, что, должно быть, было отражением огненного шара. Он изменился со светло-жёлтого на тёмно-жёлтый и с оранжевого на красный.
Красный цвет распространялся полукругом, пока, казалось, не поглотил большую часть горизонта.
Облако поднялось в центре круга. Он был довольно большим и хорошо просматривался. Он оставался видимым около получаса.
Он выглядел гораздо ближе, чем остров Джонстон. Высота круга была около 20° над горизонтом.
В других описаниях того же выпуска подчёркивалась появившаяся красная черта. Наблюдатели с горы Халеакала на острове Мауи сообщили, что этот красный снаряд пролетел над головой примерно через 40 минут после взрыва.